# Huff-Daland XB-1
L'Huff-Daland XB-1, indicato come Super-Cyclops (inglese super-ciclope) dall'azienda e citato anche come Keystone XB-1 dall'azienda che lo realizzò, fu un bombardiere medio, bimotore e biplano, sviluppato dall'azienda aeronautica statunitense Huff-Daland Aero Corporation nei primi anni venti del XX secolo e rimasto allo stato di prototipo.
Evoluzione del bombardiere pesante monomotore XHB-1, del quale riproponeva l'impostazione generale e parte della struttura, tranne che per la presenza di due propulsori e di una diversa tipologia dell'impennaggio, fu proposto come dotazione ai reparti di bombardamento dell'United States Army Air Service non riuscendo tuttavia, come il precedente, ad attrarre alcun interesse da parte delle autorità dell'esercito.
Fu il primo modello a cui venne data la designazione ufficiale B (Bomber) appena introdotta dalle convenzioni di designazione US Army.

## Storia del progetto
Dopo che la Huff-Daland si vide negare l'interesse per il modello monomotore XHB-1 da parte delle autorità dell'United States Army, l'esercito degli Stati Uniti d'America che, a quel tempo, gestiva direttamente la sua componente aerea, avendo deciso dall'aprile 1926 di equipaggiare i suoi reparti da bombardamento con velivoli bimotore, l'azienda decise di avviare lo sviluppo di un nuovo modello che rispondesse alle nuove specifiche richieste.
L'ufficio tecnico dell'azienda si basò ampiamente sul precedente XHB-1, riproponendone l'impostazione generale, cellula a sezione rettangolare abbinata a una configurazione alare biplana, e introducendo, oltre che la soluzione a doppio motore lasciando così libero il naso del velivolo, spazio da poter usufruire per una postazione per il puntatore e/o mitragliere difensivo anteriore, altre migliorie, le più evidenti riguardanti l'impennaggio, abbandonando la soluzione monoderiva per una a doppio elemento verticale, e l'eliminazione della singola postazione del mitragliere in favore di due posizionate sulla parte posteriore delle gondole motore, in una combinazione inusuale fino a quel momento negli USA, ma che era solita nei bombardieri tedeschi e britannici della prima guerra mondiale.
La costruzione del prototipo si protrasse fino all'estate 1927, e nel frattempo l'azienda venne acquisita dalla Keystone Aircraft Corporation, così che dal 1928 il velivolo venne ufficialmente indicato come Keystone XB-1. L'XB-1, designazione derivata dalla sigla eXperimental Bomber (bombardiere sperimentale), si staccò da terra per la prima volta nel settembre del 1927, tuttavia le prove di volo che si susseguirono rivelarono che la scelta dei propulsori, una coppia di Packard 2A-1530 12 cilindri a V raffreddati a liquido dotati di riduttore di giri, rendevano il modello sottopotenziato. Rimotorizzato con una coppia di Curtiss V-1570, motori dalla stessa architettura e raffreddamento in grado di erogare una potenza pari a 600 hp (608 CV; 447 kW) ciascuno, il velivolo, al quale venne assegnata la nuova denominazione XB-1B, riuscì a raggiungere la velocità massima di 120 mph (193 km/h, 104 kt), 20 in più che con la motorizzazione originale.
Le autorità dell'US Army, dopo aver valutato e comparato l'XB-1B con i concorrenti Curtiss B-2 Condor, Sikorsky S-37B Guardian e Fokker-Atlantic XLB-2, l'unico monoplano dei quattro, decisero per la proposta della Curtiss Aeroplane and Motor Company e l'XB-1 rimase l'unico esemplare realizzato.

## Utilizzatori
Stati Uniti
- United States Army Air Corps